# 达达西
达达西是波斯的巴克特里亞总督。他效忠于波斯国王大流士一世，曾奉命镇压马尔吉亚纳的叛乱。